# Terminalia yapacana
Terminalia yapacana là một loài thực vật có hoa trong họ Trâm bầu. Loài này được Maguire miêu tả khoa học đầu tiên năm 1953.